# مذهب تشیع در هلند
مذهب تشیع در هلند یک اقلیت دینی مسلمان در میان جامه مسلمانان هلند و شیعیان دوازده امامی اکثریت گروه مسلمانان شیعه را تشکیل می‌دهند. بیشتر مسلمانان شیعه دوازده‌امامی پناهندگان سیاسی هستند. افراد از کشورهایی که به‌عنوان شیعه وارد هلند شده‌اند، از اقوام شیعه کشورهای عراق، ایران و افغانستان می‌باشند. علاوه بر این یک گروه کوچک از پاکستان، لبنان، و کارگران مهمان از ترکیه از شیعیان دوازده امامی هستند. اکثریت آنها در دهه ۱۹۹۰ به عنوان پناهندگان سیاسی به هلند آمدند. تعداد شیعیان دوازده امامی که دارای ملیت هلندی هستند، در ژانویه ۲۰۰۵ میلادی، ۱۰۸٬۷۲۸ نفر بود. امروزه جمعیت شیعیان با احتساب تعداد علویان ترک حدود دویست هزار نفر تخمین زده می‌شود. برخی از شیعیان تبعه عراق، ایران و افغانستان ملیت هلندی ندارند و گاه نیز از سایر فرقه‌های شیعیان هستند. این گروه به دلیل ناامنی‌های سیاسی منطقه خاورمیانه نظیر انقلاب ۱۳۵۷ ایران و جنگ ایران و عراق به هلند کوچ کرده‌اند.
از ۱۰۸٬۷۲۸ نفر شیعه سرشماری شده در سال ۲۰۰۵ میلادی عراقی (۴۳٬۵۲۳)، افغانی (۳۶٬۶۸۳) و ایرانی (۲۸٬۵۲۲) بودند. بر طبق این منابع نیمی از مسلمانان اهل عراق، افغانستان و اکثریت ایرانیانی که در هلند زندگی می‌کنند، شیعه دوازده‌امامی هستند.
جامعه ایرانیان هلند تعدادی از سازمان‌های محلی مختلف، از جمله «مرکز جوانان ایران» را بنیان‌گذاری کرده‌اند که توسط گروهی از جوانان ایرانی در هلند تأسیس و اداره می‌شود.انجمن علمی ایران در هلند (ایسان) توسط دانشجویان ایرانی دانشگاه صنعتی دلفت در سال ۱۹۸۹ تأسیس شد، هدف اصلی این انجمن ترویج ارتباط بین ایرانیان هلند بود.